# Bron, Rhône
Bron är en kommun i departementet Rhône i regionen Auvergne-Rhône-Alpes i östra Frankrike. Kommunen ligger i kantonen Bron som tillhör arrondissementet Lyon. År 2022 hade Bron 42 850 invånare.

## Befolkningsutveckling
Antalet invånare i kommunen Bron
| Referens: INSEE |